# Rifugio Tamar
Il Rifugio Tamar (in sloveno: Planinski dom Tamar) è un rifugio situato a Rateče in Slovenia, a 1.108 m s.l.m.
Punto d'inizio per escursioni verso le cime Mojstrovke, lo Jalovec e le Rateške Ponce.

## Storia
Il rifugio fu costruito nel 1899 ed inaugurato il 3 settembre 1899. Fu distrutto da una valanga nell'inverno del 1903. Il 15 novembre 1936 fu ultimata la ricostruzione e venne inaugurato nuovamente e messo a disposizione degli alpinisti del luogo.
Il rifugio è sempre aperto, ci sono 51 posti a dormire e circa 60 posti a sedere, le stanze sono dotate di stufa, acqua corrente, elettricità e del servizio telefonico.

## Arrivo
- 6 km da Rateče (Kranjska Gora)
- 1 ora a piedi dai trampolini di Planica

## Percorsi
- 6 ore: Jalovec (2645 m), sopra Jalovška skrbina
- 6 ore: Jalovec (2645 m), passando per il bivacco sul Kotovo sedlo
- 4-4½ ore: Mala Mojstrovka (2332 m) - Velika Mojstrovka (2366 m), passando per lo Sleme
- 2½ ore: Slemenova Špica (1911 m)
- 4h: Medio Ponca (2228 m)
- 2h: Strug (2265 m)
- 1h: Visoka Ponca (2274 m)